# 鴻巣郵便局
鴻巣郵便局（こうのすゆうびんきょく）は埼玉県鴻巣市にある郵便局。民営化前の分類では集配普通郵便局であった。

## 概要
住所：〒365-8799 埼玉県鴻巣市東4-1-5

## 沿革
- 1872年8月4日（明治5年7月1日） - 鴻巣郵便取扱所として開設[1]。
- 1873年（明治6年） - 鴻巣郵便役所となる。
- 1875年（明治8年）1月1日 - 鴻巣郵便局（四等）となる。
- 1885年（明治18年）8月1日 - 貯金取扱を開始。
- 1888年（明治21年）5月1日 - 為替取扱を開始。
- 1958年（昭和33年）4月1日 - 共和簡易郵便局の廃止に伴い、取扱事務を承継[2]。
- 1961年（昭和36年）10月20日 - 特定郵便局から普通郵便局に局種別改定[3]。
- 1966年（昭和41年）3月22日 - 電話交換、和文電報配達、欧文電報受付・配達、国際電報受付・配達の各業務を、鴻巣電報電話局に移管。
- 1979年（昭和54年）4月30日 - 鴻巣市本町四丁目から同市東四丁目に移転。
- 1999年（平成11年） - 外国通貨の両替および旅行小切手の売買に関する業務取扱を開始。
- 2004年（平成16年）12月1日 - 関新田簡易郵便局の一時閉鎖[4]に伴い、取扱事務を承継[5]。
- 2007年（平成19年）10月1日 - 民営化に伴い、併設された郵便事業鴻巣支店に一部業務を移管。
- 2012年（平成24年）10月1日 - 日本郵便株式会社発足に伴い、郵便事業鴻巣支店を鴻巣郵便局に統合。
- 2019年（平成31年）2月12日 - 吹上郵便局の集配業務の統轄業務を北本郵便局より移管を受ける。

## 取扱内容
- 郵便、印紙、ゆうパック、内容証明
- 貯金、為替、振替、振込、国際送金、外貨両替・トラベラーズチェック、国債、投資信託
- 生命保険、バイク自賠責保険、自動車保険
- ゆうちょ銀行ATM
- 鴻巣市内の旧鴻巣市域・旧川里町域の集配業務
  - 該当する郵便番号は、365-XXXX。
- 鴻巣市旧吹上町域・熊谷市旧大里町（一部）の集配業務を担当している吹上郵便局の統轄 ※ 2019年2月12日より（それまでは北本郵便局が担当）
- ゆうゆう窓口

## 周辺
- 鴻巣市役所
- 鴻巣警察署
- 埼玉県警運転免許センター
- 埼玉県立鴻巣女子高等学校

## アクセス
- JR高崎線 鴻巣駅から北東へ約1.1km（徒歩約12分）
- 東武バス、朝日バス、フラワー号 女子高入口停留所もしくは保健所前停留所下車
- 首都圏中央連絡自動車道（圏央道） 桶川北本ICから北へ約9km
- 国道17号沿い
- 駐車場あり：24台